# Léon Wuidar
Léon Wuidar, né le 18 août 1938 à Liège, est un artiste belge.

## Biographie
Régent en arts plastiques (1959), puis diplômé de l'Académie des beaux-arts de Liège (1963), Léon Wuidar est professeur de dessin dans l'enseignement normal de 1959 à 1980, et professeur d'arts graphiques à l'Académie des beaux-arts de Liège de 1976 à 1998.
Peintre et dessinateur, Léon Wuidar est également l'auteur de nombreuses intégrations artistiques ; il a notamment collaboré avec les architectes Bruno Albert, Roger Bastin, André Jacqmain, Philippe Samyn, Claude Strebelle, Charles Vandenhove. Léon Wuidar est membre de la Classe des Beaux-Arts de l'Académie royale de Belgique.

## Œuvres d'art public

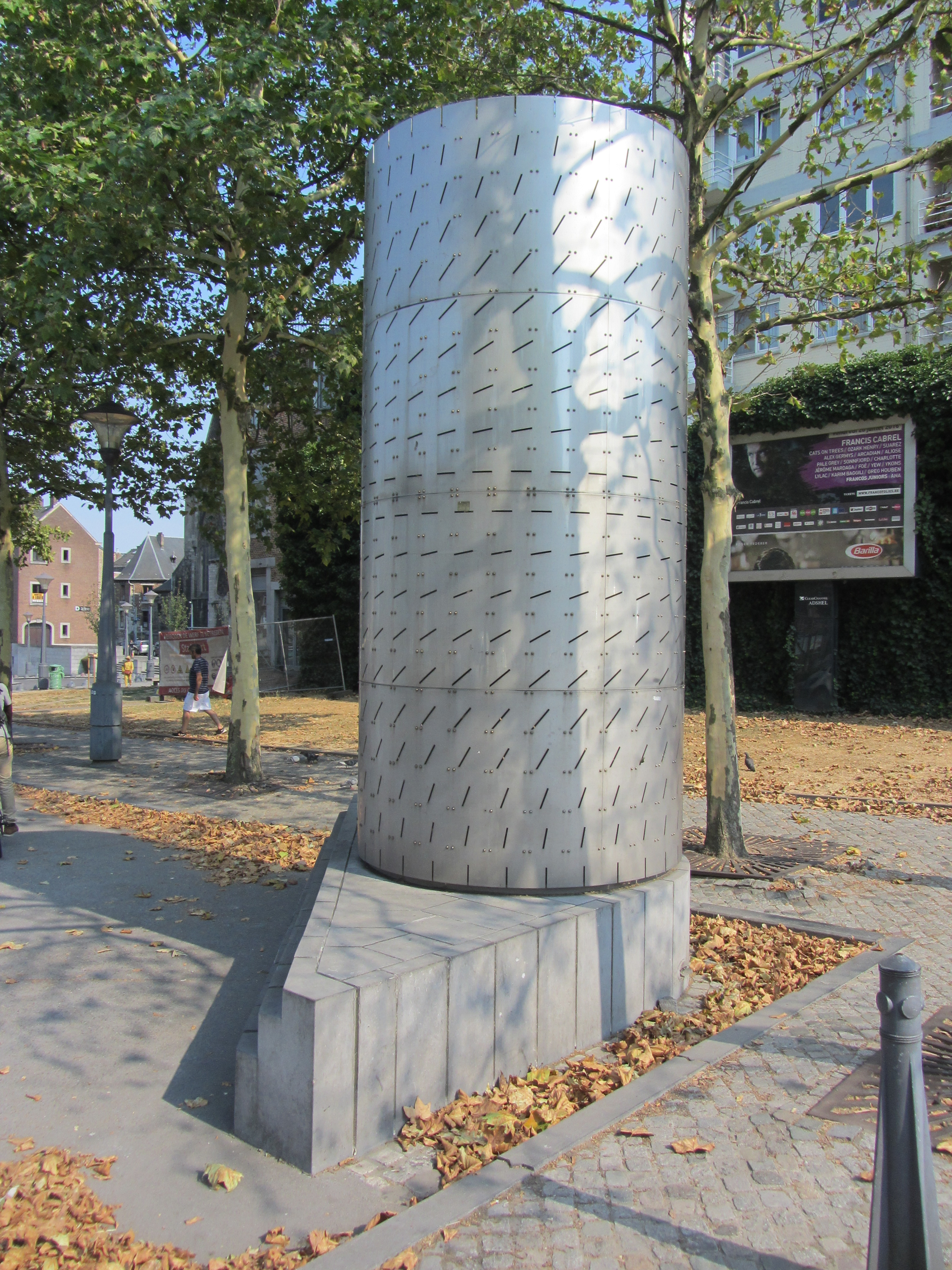
Cylindre en acier ajouré et gravé, au rond-point du Cadran, à Liège en Belgique

- 1977 : Composition monumentale, sur la façade du restaurant universitaire (architecte André Jacqmain), au Musée d'art contemporain en plein air du Sart Tilman, université de Liège.
- 1978-1985 : Lambris pour le Centre hospitalier universitaire de Liège, sérigraphie sur panneaux d'acier émaillé vitrifié, chaque panneau : h. 103, l. 200 cm, collection du Musée d'art contemporain en plein air du Sart Tilman (Université de Liège).
- 1987 : Labyrinthe, au Musée d'art contemporain en plein air du Sart Tilman, université de Liège.
- 1999 : 
  - grille écran pour le bâtiment du MET, Ministère de l'Équipement et des Transports de la Région wallonne, à Namur.
  - intégration artistique dans les bâtiments de l'Îlot Saint-Michel, à Liège.
  - balustrades décorées pour un bâtiment dans la rue Kanunnikencour à Maastricht (en collaboration avec Charles Vandenhove).
- 2001  : cylindre en acier ajouré et gravé, au rond-point du Cadran, à Liège.

## Expositions
- 2018 : Léon Wuidar, Galerie White Cube, à Bermondsey (Londres).

## Tableaux
- 1978 : Passage étroit, à La Boverie, à Liège.
- 1982 : Structure 1982[2], au Musée d'art contemporain en plein air du Sart Tilman